# Steven Takahashi
Steven Masao Takahashi (ur. 8 kwietnia 1992 w London) – kanadyjski zapaśnik walczy w stylu wolnym. Zajął 21 miejsce na mistrzostwach świata w 2014. Brązowy medal na igrzyskach panamerykańskich w 2011 i na mistrzostwach panamerykańskich w 2014 i 2015. Wicemistrz igrzysk Wspólnoty Narodów w 2018. Złoto na igrzyskach frankofońskich w 2017 i srebro w 2013. Trzeci na akademickich MŚ w 2016. Czternasty na Uniwersjadzie w 2013. Zawodnik University of Western Ontario.
Jego ojciec to Ray Takahashi, zapaśnik, olimpijczyk z 1976 i 1984 roku.